# Révaiové
Révaiové (též Révayové, slovensky Révaiovci, maďarsky Révay) byli šlechtickou rodinou, která až do začátku 20. století vlastnila majetky ve slovenském regionu Turec. Do jejich panství patřil například mošovský rokokově klasicistický kaštel, tzv. Starý kaštel asanován v polovině 20. století, dále panské sídlo, mošovský park, Blatnický hrad, Sklabinský hrad s přilehlými pozemky, a stejně tak i kaštel s parkem v Turčianské Štiavničce.

## Historie

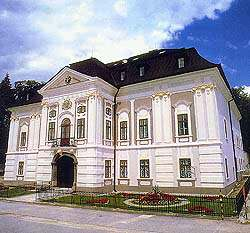
Rokokově klasicistický kaštel Révaiů v Mošovcích

Rod Révaiů je znám od 13. století. Pochází ze Sremu. V letech 1556 a 1635 byli povýšeni na barony a 17. června 1723 na hraběcí rodinu. Erb tvoří ze zlaté koruny vyrůstající vlk, který drží před sebou tři růže. Mošovce se do definitivního vlastnictví Révaiů dostaly v roce 1534, šest let poté, co jim je daroval Ferdinand I. Posledním mošovským členem rodiny byl hrabě František Révai. Potomci rodiny žijí dnes v Trnavě, Bratislavě, Žilině, Štýrském Hradci a v Maďarsku.
Po druhé světové válce byly majetky Révaiů v okrese Turec vyvlastněny. V roce 1993 podala neteř Ladislava Révaie, posledního hraběte, žádost o restituci. Žádost skončila u soudu pro rozdílný výklad rozsahu restitučního nároku ze strany rodiny Révaiů a státu. V roce 2001 zamítl restituční nárok Révaiů ústavní soud, ale o pět let později rozhodl Evropský soud pro lidská práva ve Štrasburku o dalším konání ve věci, čímž otevřel dveře pro smír obou stran. Jeho výsledkem byla peněžní kompenzace státu pro manžela a děti neteře Ladislava Révaie (která v roce 1995 zemřela) ve výši 150 miliónů slovenských korun.

## Galerie

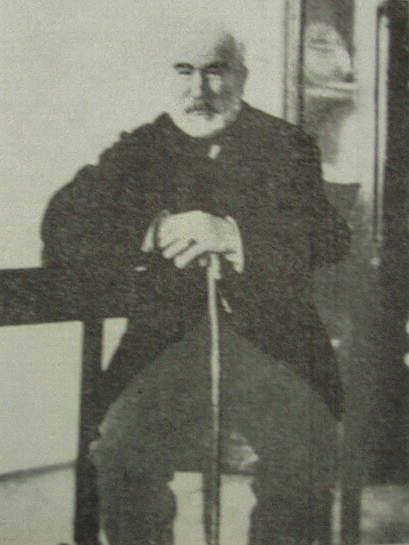
Hrabě František Révai, poslední člen rodiny Révaiů žijící v Mošovcích
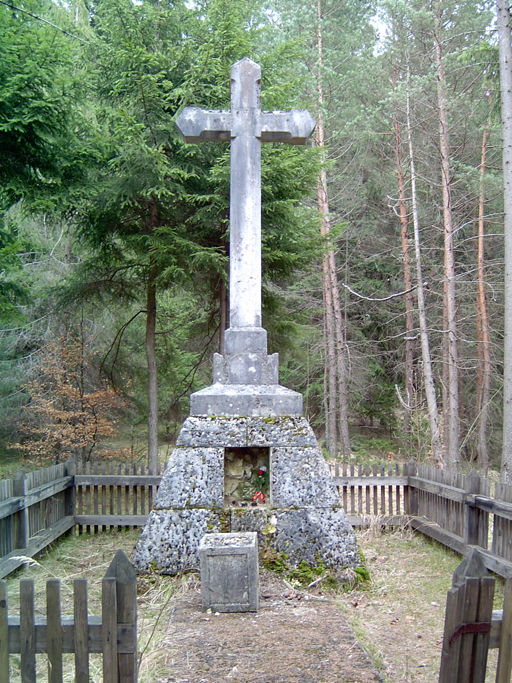
Hrob hraběte Františka Révaie v Mošovských lesích
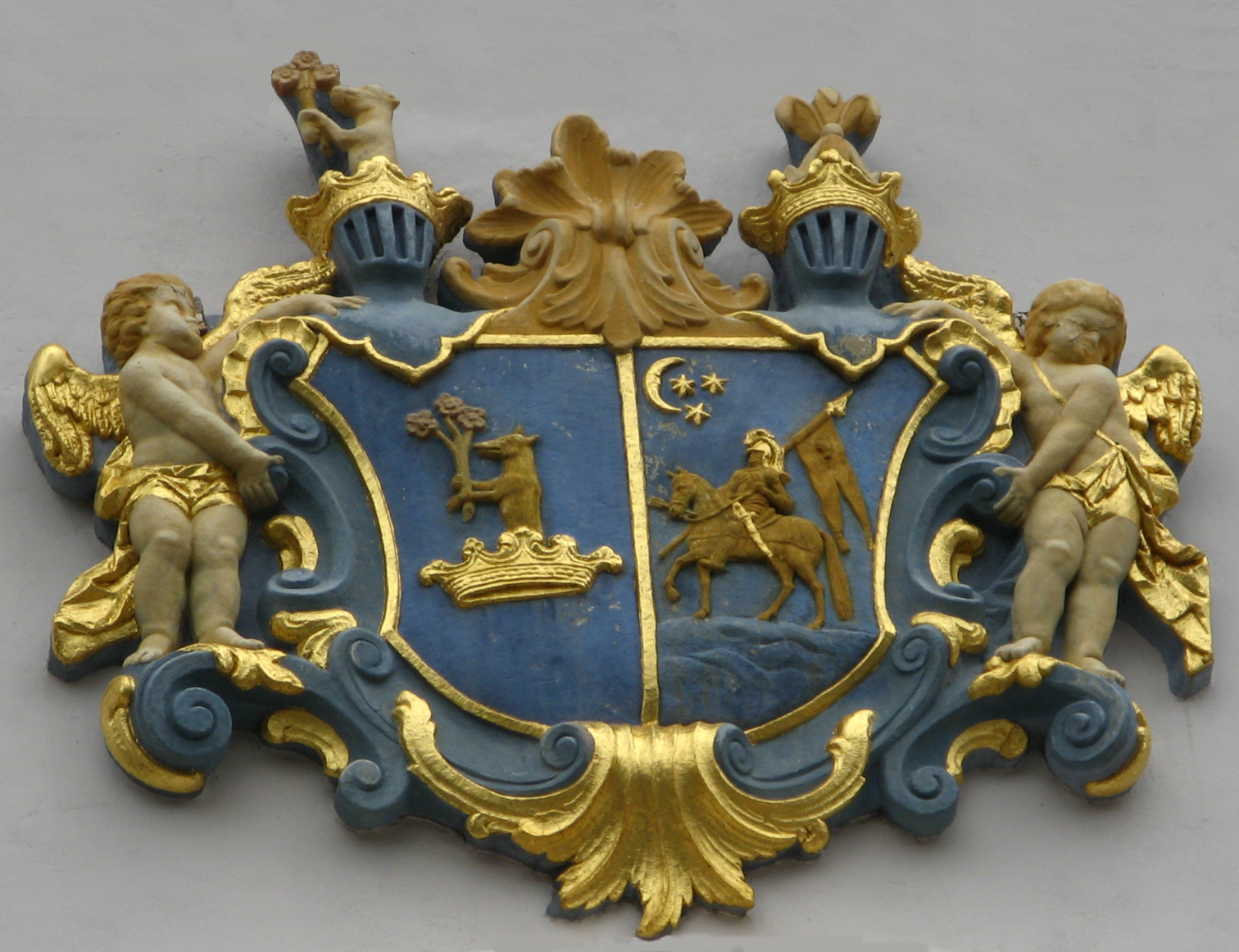
Erb rodiny Révaiů
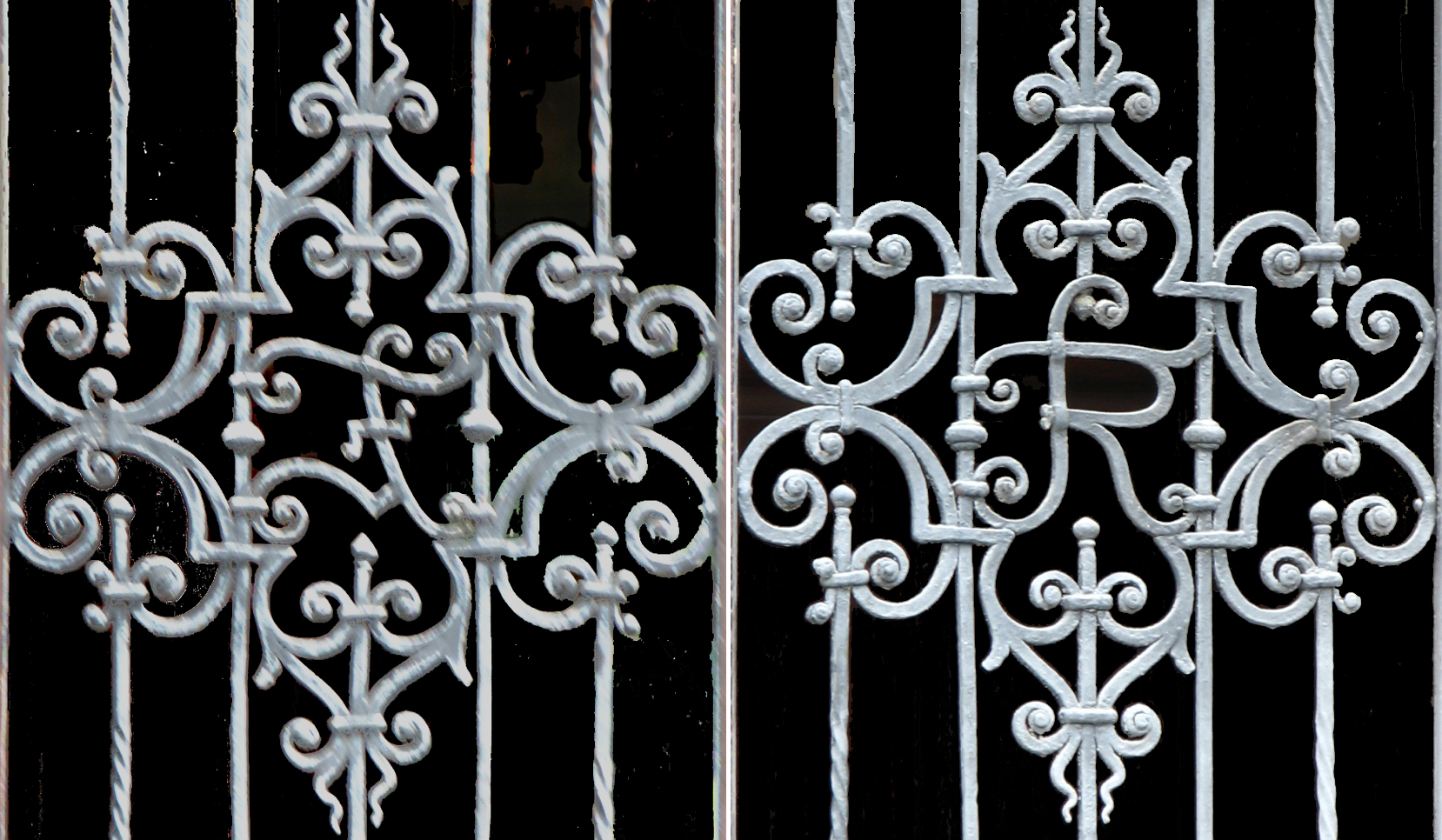
Iniciály Františka Révaie na bráně kaštela v Mošovcích